# La fábula (canción)
«La Fábula» es el primer sencillo promocional de la banda chilena de rock Saiko, perteneciente al álbum Informe Saiko de 1999. La letra de la canción fue creada por Iván Delgado y es parte lo que el autor llamó del álbum una "crónica bohemia", siendo junto a las otras canciones del álbum Informe Saiko de un contenido críptico.
La canción es parte del repertorio habitual de la banda en vivo, apareciendo versiones en vivo en los álbumes Saiko Blondie 2005 y Sigo quemando infinitos. En parte del álbum compilatorio Todo Saiko y en el además aparece una versión remix de la canción. 

## Créditos
- Denisse Malebrán: voces.
- Luciano Rojas: guitarras.
- Coty Aboitiz: sintetizador y programaciones.
- Iván Delgado: teclado y saxofón.